# Andrea Montermini
Andrea Montermini (ur. 30 maja 1964 w Sassuolo) – włoski kierowca wyścigowy, były kierowca Formuły 1.

## Kariera
W 1989 roku Montermini ścigał się w Formule 3, między innymi zdobywając drugie miejsce w Grand Prix Monako; ścigał się też wtedy we włoskiej Formule 3. W latach 1990–1992 ścigał się już w Formule 3000, równocześnie będąc kierowcą testowym Ferrari w Formule 1 w sezonie 1991. W 1992 roku, jeżdżąc dla zespołu Il Barone Rampante, zdobył drugie miejsce w klasyfikacji generalnej w F3000.
W roku 1993 wystartował w czterech wyścigach serii CART dla ekipy Euromotorsport. W swoim debiucie podczas wyścigu w Detroit zajął czwarte miejsce, co było najlepszym wynikiem zespołu Euromotorsport w historii ich startów w tej serii. W 1994 roku wystartował w kolejnych trzech wyścigach CART, w zespołach King Racing (2 starty) i Project Indy (1 start). Najlepszy wynik to siódme miejsce w wyścigu w Toronto.
W Formule 1 zadebiutował 29 maja 1994 roku w zespole Simtek w Grand Prix Hiszpanii jako następca zmarłego Rolanda Ratzenbergera. Debiut był jednak bardzo nieudany – w kwalifikacjach do wyścigu miał groźny wypadek, w wyniku którego miał uraz lewej pięty i prawej stopy. Do końca sezonu 1994 w Formule 1 nie pojechał już ani razu.
Do Formuły 1 wrócił w sezonie 1995, jeżdżąc dla ekipy Pacific. Na szesnaście wyścigów ukończył zaledwie trzy, najlepszy wynik osiągając podczas Grand Prix Niemiec – ósme miejsce. Sezon później startował dla ekipy Forti – wziął udział w dziewięciu Grand Prix, ale zakwalifikował się zaledwie do czterech wyścigów, z których ukończył tylko jeden (dziesiąte miejsce w Grand Prix Argentyny). Po sezonie 1996 wycofał się z Formuły 1.
W 1999 roku wziął udział w czterech wyścigach serii Champ Car w zespole All American Racers, ale bez większych sukcesów (najlepszy wynik to jedenaste miejsce w Molson Indy Vancouver).
W 2001 wziął udział w wyścigu Rolex 24 at Daytona.
Większe sukcesy Montermini odnosił w serii FIA GT, gdzie na Ferrari zdobył dwa tytuły w swojej klasie. W 2007 roku, jeżdżąc za kierownicą Ferrari F430 w zespole Scuderia Playteam, wygrał International GT Open w klasie GTA, a w kolejnym sezonie został mistrzem w klasyfikacji generalnej.

## Wyniki w Formule 1
| Legenda oznaczeń w tabelach wyników Wyświetl szablon na nowej stronie | Legenda oznaczeń w tabelach wyników Wyświetl szablon na nowej stronie                                                                     |
| Oznaczenie                                                            | Wyjaśnienie |
| --------------------------------------------------------------------- | --- |
| Złoty                                                                 | Zwycięzca lub mistrzostwo |
| Srebrny                                                               | 2. miejsce lub wicemistrzostwo |
| Brązowy                                                               | 3. miejsce lub II wicemistrzostwo |
| Zielony                                                               | Ukończył, punktował (w klasyfikacji generalnej, gdy zdobył co najmniej jeden punkt na przestrzeni sezonu, poza trzema powyższymi opcjami) |
| Niebieski                                                             | Ukończył, nie punktował (w klasyfikacji generalnej, gdy nie zdobył co najmniej jednego punktu na przestrzeni sezonu)                      |
| Czerwony                                                              | Nie zakwalifikował się (NZ) |
| Czerwony                                                              | Nie prekwalifikował się (NPK) |
| Różowy                                                                | Nie ukończył (NU) |
| Różowy                                                                | Niesklasyfikowany (NS) (w klasyfikacji generalnej, gdy nie został sklasyfikowany w żadnym wyścigu sezonu)                                 |
| Czarny                                                                | Zdyskwalifikowany (DK) |
| Czarny                                                                | Wykluczony (WYK/EX) |
| Biały                                                                 | Nie wystartował (NW) |
| Biały                                                                 | Kontuzjowany (K/INJ) |
| Biały                                                                 | Wyścig odwołany (OD/C) |
| Bez koloru                                                            | Został wycofany (WYC/WD) |
| Bez koloru                                                            | Nie przybył (NP/DNA) |
| Bez koloru                                                            | Nie brał udziału w treningach (NT/DNP) |
| Bez koloru                                                            | Nie został zgłoszony (–) |
| Pogrubienie                                                           | Start z pole position |
| Kursywa                                                               | Najszybsze okrążenie wyścigu |
| †                                                                     | Nie ukończył, ale jego rezultat został zaliczony ze względu na przejechanie więcej niż 90% dystansu wyścigu.                              |
| *                                                                     | Sezon w trakcie |
| 1/2/3                                                                 | Punktowana pozycja w sprincie kwalifikacyjnym                                                                                             |
| Lista systemów punktacji Formuły 1                                    | |

| Rok  | Zespół             | Samochód     | Silnik  | 1      | 2      | 3      | 4      | 5      | 6      | 7      | 8      | 9      | 10     | 11     | 12     | 13     | 14     | 15     | 16     | 17     | Msc. | Pkt. |
| ---- | ------------------ | ------------ | ------- | ------ | ------ | ------ | ------ | ------ | ------ | ------ | ------ | ------ | ------ | ------ | ------ | ------ | ------ | ------ | ------ | ------ | ---- | ---- |
| 1994 | MTV Simtek Ford    | Simtek S941  | Ford V8 | BRA    | PAC    | SMR    | MCO    | ESP NZ | CND    | FRA    | GBR    | DEU    | HUN    | BEL    | ITA    | POR    | EUR    | JPN    | AUS    |        | –    | 0    |
| 1995 | Pacific Grand Prix | Pacific PR02 | Ford V8 | BRA 9  | ARG NU | SMR NU | ESP NW | MCO DK | CND NU | FRA NS | GBR NU | DEU 8  | HUN 12 | BEL NU | ITA NU | POR NU | EUR NU | PAC NU | JPN NU | AUS NU | –    | 0    |
| 1996 | Forti Grand Prix   | Forti FG01B  | Ford V8 | AUS NZ | BRA NU | ARG 10 | EUR NZ | SMR NZ |        |        |        |        |        |        |        |        |        |        |        |        | –    | 0    |
| 1996 | Forti Grand Prix   | Forti FG03   | Ford V8 |        |        |        |        |        | MCO NW | ESP NZ | CND NU | FRA NU | GBR NZ | DEU    | HUN    | BEL    | ITA    | POR    | JPN    |        | –    | 0    |